# Guerra de los Padres
A Guerra de los Padres foi uma violenta crise política que ocorreu em Honduras entre abril e junho de 1861. Um conflito entre o governo e o clero iniciado quando o presidente José Santos Guardiola concordou em permitir a liberdade de culto para os habitantes das Ilhas da Baía, uma colônia predominantemente protestante da Grã-Bretanha. Isso violava a Constituição de 1848.